# Јаковиле (Валча)
Јаковиле (рум. Iacovile) насеље је у Румунији у округу Валча у општини Мадулари-Беика. Oпштина се налази на надморској висини од 323 m.

## Становништво
Према подацима из 2002. године у насељу је живело 311 становника, од којих су сви румунске националности.